# Rocco und seine Brüder
Der Film Rocco und seine Brüder (Originaltitel: Rocco e i suoi fratelli) von Luchino Visconti aus dem Jahr 1960 ist der mittlere Teil von Viscontis Trilogie über Süditalien, die 1948 mit Die Erde bebt begann und 1963 mit Der Leopard ihren Abschluss fand. Der Film handelt von der Familie Parondi, die mit ihren fünf Söhnen aus dem Süden Italiens nach Mailand gezogen sind.
Der in Schwarzweiß gedrehte Film ging als Meisterwerk aus der Spätphase des italienischen Neorealismus in die Filmgeschichte ein. In der Handlung, die zum Teil im Boxermilieu angesiedelt ist, werden Personen und Motive des Buches Il ponte della Ghisolfa von Giovanni Testori aufgegriffen.
Als einer von insgesamt sechs Filmen Viscontis, wurde Rocco und seine Brüder 2008 auf die offizielle, vom italienischen Kulturministerium gebilligte Liste „100 erhaltenswerte italienische Filme“ aufgenommen. Die 100 ausgewählten Filme entstanden zwischen 1942 und 1978 und haben das kollektive Gedächtnis Italiens maßgeblich geprägt.

## Handlung
Italien in den 1950er Jahren. Rosaria Parondi reist nach dem Tod ihres Ehemannes mit ihren vier Söhnen Rocco, Simone, Ciro und Luca aus dem verarmten Süden des Landes (Lukanien) nach Mailand, das wirtschaftlich prosperiert und daher viele arme Menschen vom Lande anzieht. Vincenzo, der älteste der fünf Brüder, lebt schon seit einiger Zeit in Mailand und hat dort eine feste Anstellung als Bauarbeiter gefunden. Die jüngsten Brüder, Luca und Ciro, sind noch im Kindes- beziehungsweise Teenageralter, während die beiden anderen Brüder bereits die Schule abgeschlossen haben. Vincenzo feiert mit seiner Freundin Ginetta und deren Familie gerade die Verlobung, als seine Familie unerwartet eintrifft. Gleich am ersten Abend überwirft sich Rosaria mit der Familie Ginettas, da diese fürchtet, die Mutter wolle alle ihre Söhne auf ihre Kosten durchbringen, was Rosaria als Beleidigung empfindet. Die Familie Parondi muss in eine ärmliche Sozialwohnung ziehen.
Rosaria hofft, dass Vincenzo ihnen eine Arbeit verschaffen kann, was sich als schwierig erweist. Bald werden Simone und Rocco von Vincenzo in den Boxsport eingeführt, aber nur Simone, der Stärkere, wird von dem ehemaligen Boxer Morini „entdeckt“. Simone feiert bald erste kleinere Boxerfolge und verliebt sich in die Prostituierte Nadia, die allerdings keine dauerhafte Beziehung mit ihm eingehen will. Rocco tritt inzwischen seinen Militärdienst in einer anderen Stadt an und trifft dort etwa ein Jahr später Nadia, die vor kurzem aus dem Gefängnis entlassen wurde, wo sie wegen illegaler Prostitution inhaftiert war. Rocco kommt mit Nadia ins Gespräch, die er zuvor nur flüchtig kannte, und macht ihr Hoffnung, dass sie ihr altes Dasein aufgeben und etwas aus ihrem Leben machen könne. Als beide wieder in Mailand sind, gehen sie eine Liebesbeziehung ein.
Die Situation der Familie bessert sich langsam, und so können Vincenzo und Ginetta heiraten und die Parondis endlich aus der Sozialwohnung in eine bessere Wohnung umziehen. Ciro hat eine Schulausbildung erfolgreich abgeschlossen und findet eine bescheidene und von Simone verlachte, aber unbefristete Anstellung in einer Autofabrik. Simones eigene Karriere als Boxer ist inzwischen ins Stocken geraten, und er wird nach einer blamablen Niederlage von seinen Arbeitgebern entlassen. Cecchi, Vincenzos Boxtrainer, entdeckt unterdessen Roccos Boxtalent und nimmt ihn unter seine Fittiche. Simone wird zum erbarmungslosen Rivalen seines Bruders, nicht nur weil Rocco als Boxer Erfolg hat, sondern vor allem weil er Nadia liebt. Simone vergewaltigt eines Nachts Nadia vor Roccos Augen und schlägt ihn bewusstlos. Rocco verzeiht seinem Bruder mehrfach dessen Untaten und beendet sogar seine Beziehung zu Nadia, obwohl er sie liebt, mit der Begründung, nur sie könne seinen Bruder aus seiner Krise retten. Nadia, die sich Hoffnung auf ein besseres Leben mit Rocco gemacht hat, kehrt widerwillig zu Simone zurück und verbittert zusehends. Trotzdem versinkt der arbeitslose Simone in Alkoholsucht und Kriminalität. Rocco hilft ihm immer wieder, obwohl ihm seine pragmatischeren Brüder Ciro und Vincenzo davon abraten, und unterschreibt – trotz seiner Abneigung gegen das Boxen – einen Zehnjahresvertrag als Boxer, um eine von Simone gestohlene Geldsumme zurückzahlen zu können.
An dem Tag, als Rocco seinen ersten großen Kampf hat, ermordet Simone die wieder als Prostituierte arbeitende Nadia aus verletzter Eitelkeit. Sie hat ihm gesagt, dass er sie anwidere und sie ihn nicht mehr ertrage. 
Nach seinem Sieg hält Rocco vor seiner Familie eine melancholische Rede, in der er den Zusammenhalt der Familie und die Sehnsucht nach der Rückkehr nach Lukanien ausdrückt, die für ihn wegen seines Langzeitvertrages in weite Ferne gerückt ist. Da platzt Simone in die Familienfeier und berichtet von der Ermordung Nadias. Rocco versucht seinem Bruder erneut zu verzeihen und ihn zu beschützen, allerdings meldet Ciro den Mord der Polizei, und Simone wird wenig später verhaftet. Die Familie, einst Grundpfeiler der süditalienischen Tradition und Lebensweise, verliert in der Großstadt zusehends ihre Funktion und ihren Zusammenhalt. Zitat: „Wir sind Feinde geworden.“
Zuletzt sieht man die jüngsten Söhne Ciro und Luca miteinander sprechen. Der jüngste Sohn will einmal nach Süditalien zurückkehren, aber Ciro gibt zu bedenken, dass der Süden weiterhin große Probleme habe und sich zudem seit ihrer Kindheit sehr verändert habe. Trotzdem drücken beide am Ende ihre Hoffnung auf einen Wandel aus, der eine verbesserte Lebenssituation für die Menschen bringt.

## Produktion
Drehorte waren neben Mailand die norditalienische Gemeinde Bellagio, die westitalienische Hafenstadt Civitavecchia und der Lago di Fogliano, ein Küstensee südlich von Rom. In der Szene, in der Rocco Nadia verlässt, dient das Dach des Mailänder Doms mit dem Blick auf die Stadt als Kulisse. Für den Regisseur gestalteten sich die Dreharbeiten schwierig. Bereits erteilte Drehgenehmigungen wurden mehrfach von diversen Stadtverwaltungen widerrufen. So musste er auf teilweise ungeeignete Orte ausweichen.
Die italienische Originalfassung des Films wurde großenteils italienisch nachsynchronisiert, jedoch nicht von den Darstellern selbst, die zwar auf Italienisch aufgenommen worden waren, jedoch je nach ihrer Herkunft teils mit fremdem Akzent sprachen, was nicht zu ihren Rollen passte.

## Rezeption
Rocco und seine Brüder wurde 1960 bei den Filmfestspielen in Venedig zwar preisgekrönt, aber erst 1993 in einer restaurierten Fassung in voller Länge im ZDF gezeigt. In der DDR lief der Film allerdings bereits ab 1962 im Kino, ab 1974 auch im DFF. Die Weltpremiere des Films erfolgte mit Schnitten, weil ihm schockierende Brutalität und Pessimismus vorgeworfen wurden. Trotzdem war Viscontis Film in Italien ein kommerzieller Erfolg. Wegen seiner kraftvollen und überzeugend gespielten Emotionen führte er nicht nur zum Durchbruch von Alain Delon, sondern auch zur weiteren Anerkennung Viscontis als Regisseur.

## Charakterisierung der Hauptpersonen
Rosaria ist die mütterliche Autorität und Mittelpunkt der Familie Parondi; sie muss auch den verstorbenen Vater für die „Jungens“, wie sie in der deutschen Fassung genannt werden, ersetzen. Für sie wie auch für Rocco ist die Familie und deren Zusammenhalt das Allerwichtigste.
Vincenzo ist der älteste Sohn der Familie Parondi. Er ist aus Lukanien in den wohlhabenden Norden nach Mailand gezogen und gründet dort eine eigene Familie. Er versucht seinen Brüdern Arbeit zu verschaffen und bringt Simone und Rocco in Kontakt mit dem Boxsport.
Simone ist der physisch stärkste, aber psychisch labilste der Brüder. Geblendet von der „Glitzerwelt“ der Großstadt, lebt er über seine Verhältnisse und erliegt der Illusion von schnellem Reichtum. Er ist besessen von Nadia, einer Prostituierten, und dem Bild, das sie für ihn verkörpert. Durch mehrere Diebstähle und den Mord an Nadia lädt er Schuld auf sich und bewirkt schlussendlich den Zerfall der Familie.
Rocco versucht die Einheit der Familie zu bewahren; er ist sensibel, naiv und opferbereit. Zugunsten seines Bruders Simone verzichtet er auf Nadia und nimmt für ihn sogar einen riesigen Kredit auf. Anfangs arbeitet er in einer Wäscherei und ist dann der weniger leidenschaftliche, aber schließlich erfolgreichere Boxer. Trotz all dem, was er durch Simone erlitten hat, steht er ihm zur Seite, weil er sein Bruder ist.
Ciro erhält nach der Schulausbildung eine feste Stelle in der Autofabrik Alfa Romeo und ist – wie Rocco – in die Gesellschaft integriert. Er erkennt, dass es von einem bestimmten Moment keinen Sinn mehr macht, Simone zu unterstützen, weil dieser durch sein Verhalten die Familie ruiniert. Schließlich zeigt er ihn an und spaltet dadurch die Familie. Er gibt seine Sicht der Dinge an seinen jüngsten Bruder Luca weiter.
Luca, der jüngste Parondi, verkörpert die Hoffnung auf eine bessere Zukunft. Er möchte mit Rocco, der eine starke Verbundenheit mit der alten Heimat erkennen lässt, dorthin zurückkehren. Bei einem Gespräch darüber mit Ciro ist dieser skeptisch. Es bleibt offen, ob der Rückweg angetreten wird.
Nadia nutzt ihren Körper als Existenzgrundlage, reagiert dabei zuerst abgeklärt und selbstbewusst. Rocco durchbricht ihren Schutzpanzer, macht sie glücklich, aber auch verletzlich; sie beginnt jetzt eine Ausbildung als Stenotypistin. Nach der Enttäuschung durch Rocco, der sich zugunsten seines Bruders Simone von ihr zurückzieht, nimmt sie ihre frühere Tätigkeit wieder auf. Sie will den immer tiefer sinkenden Simone zerstören und bezahlt dafür mit ihrem Leben.

## Auszeichnungen
- 1960 erhielt Regisseur Luchino Visconti für Rocco e i suoi fratelli beim Filmfestival in Venedig den Silbernen Löwen und den Sonderpreis der Jury
- 1961: Nastro d’Argento; drei Auszeichnungen in den folgenden Kategorien: „Regie des besten italienischen Films“, „Bestes Drehbuch“ und „Beste Kamera“
- 1961: „David di Donatello“ für Goffredo Lombardo, in der Kategorie „Beste Produktion“ (zusammen mit Dino De Laurentiis)
- 1961: Globo d’oro, Kaegorie „Bester Film“
- 1962 wurde Rocco e i suoi fratelli beim Bodil Festival in Kopenhagen als bester europäischer Film mit dem Bodil ausgezeichnet.

## Rezensionen
In der Rezension von Cinema, die mit fünf von fünf Punkten sehr positiv ausfällt, wuird thematisiert, warum der Film damals als skandalös empfunden wurde und nicht überall gezeigt werden durfte: 

„Ein ausdrucksstarkes, tragisch überhöhtes Sozialdrama, angesiedelt zwischen dem Neorealismus von Viscontis Frühwerken und der ausladenden Epik seiner späteren Familienporträts.“

„Luchino Visconti zeichnete mit diesem Meisterwerk ein düsteres Bild von der Kehrseite der italienischen Gesellschaft und geriet prompt mit der Zensur aneinander. Die Stadt Mailand verbot sogar die Aufführungen. Zu düster zeichnete der Regisseur das Bild der Metropole, zu offen sprach er Tabus wie Homosexualität an, zu realistisch traf er angeblich eine Vergewaltigungsszene. .“

„„Rocco und seine Brüder“ ist ein existentieller Film. Ein Großteil der Handlung spielt im Boxermilieu. Der Boxkampf wird hier zur Metapher. Er ist das Sinnbild einer Welt, in welcher der Sieg des einen nur um den Preis des Untergangs zu haben ist.
Die Stärke des Films besteht nicht nur in der schonungslosen Drastik, mit der hier erzählt wird. Visconti hat auch einen überzeugenden Darsteller gefunden, der den Film trägt und ihm zugleich seine melancholische Stimmung verleiht. Alain Delon gelang mit „Rocco und seine Brüder“ der internationale Durchbruch.“

Auch das internationale Echo auf Rocco und seine Brüder war positiv; auf Rotten Tomatoes erhielt der Film zu 91 Prozent positive Kritiken (bei 32 Reviews) sowie die Zustimmung von 94 Prozent der Zuschauer (bei über 2.500 Einzelbewertungen, Stand: Juli 2025).

## Trivia
Durch diesen Film wurde Francis Ford Coppola auf Nino Rota aufmerksam, den er zwölf Jahre später mit der Filmmusik für Den Paten (1971) beauftragte, die mehrerfach ausgezeichnet wurde.
Zwei Jahre nach Rocco und seine Brüder arbeiteten Luchino Visconti, Alain Delon und Claudia Cardinale in Der Leopard erneut zusammen.
Am 27. September 2008 wurde die aus dem Niederländischen ins Deutsche übersetzte Bühnenfassung in der Jahrhunderthalle Bochum uraufgeführt, in einer Koproduktion von Toneelgroep Amsterdam und RuhrTriennale unter der Regie von Ivo van Hove.
Basierend auf dem Filmklassiker gibt es auch ein abendfüllendes Handlungsballett in zwei Akten (I fratelli – Die Brüder), das Mauro Bigonzetti 2006 für das Stuttgarter Ballett schuf und das in der Saison 2010/2011 erneut auf dem Spielplan stand.